# Gare de Zele
La gare de Zele est une gare ferroviaire belge de la ligne 57, de Termonde à Lokeren, située à proximité du centre ville de la commune de Zele, dans la province de Flandre-Orientale en région flamande.
Elle est ouverte en 1856 par la Compagnie du chemin de fer de Dendre-et-Waes et de Bruxelles vers Gand par Alost et exploitée par l'administration des chemins de fer de l’État belge. C'est une gare de la Société nationale des chemins de fer belges (SNCB) desservie par des trains InterCity (IC) et Suburbains (S).

## Situation ferroviaire
Établie à 7 m d'altitude, la gare de Zele est située au point kilométrique (PK) 8,200 de la ligne 57, de Termonde à Lokeren, entre les gares ouvertes de Termonde et de Lokeren.

## Histoire
La « station de Zele » est mise en service par la Compagnie du chemin de fer de Dendre-et-Waes et de Bruxelles vers Gand par Alost, qui en confie l'exploitation à l'administration des chemins de fer de l'État belge, lorsqu'elle ouvre à l'exploitation la ligne de Termonde à Lokeren le 13 février 1856. Dans un premier temps, seul un essai de transport de marchandises est ouvert. Le 21 février, le service des voyageurs et des marchandises est officiellement ouvert sur cette section. Le bâtiment de la station, mis en chantier en 1854 et ouvert le 13 février 1857 est dû aux plans réalisés par l'architecte Jean-Pierre Cluysenaar en 1850.
Peu après son ouverture, la gare permit l'émigration de nombreux Zélois dans la région de Charleroi, à Gilly essentiellement.

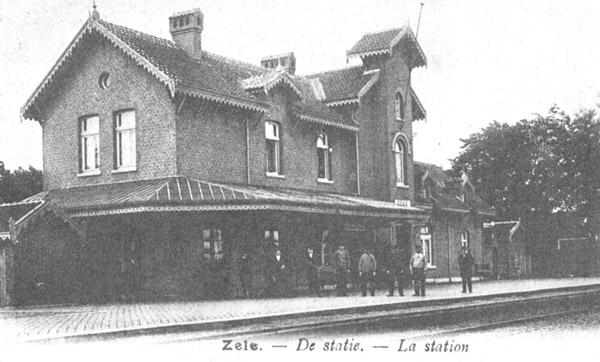
Bâtiment de Jean-Pierre Cluysenaar vers 1900.
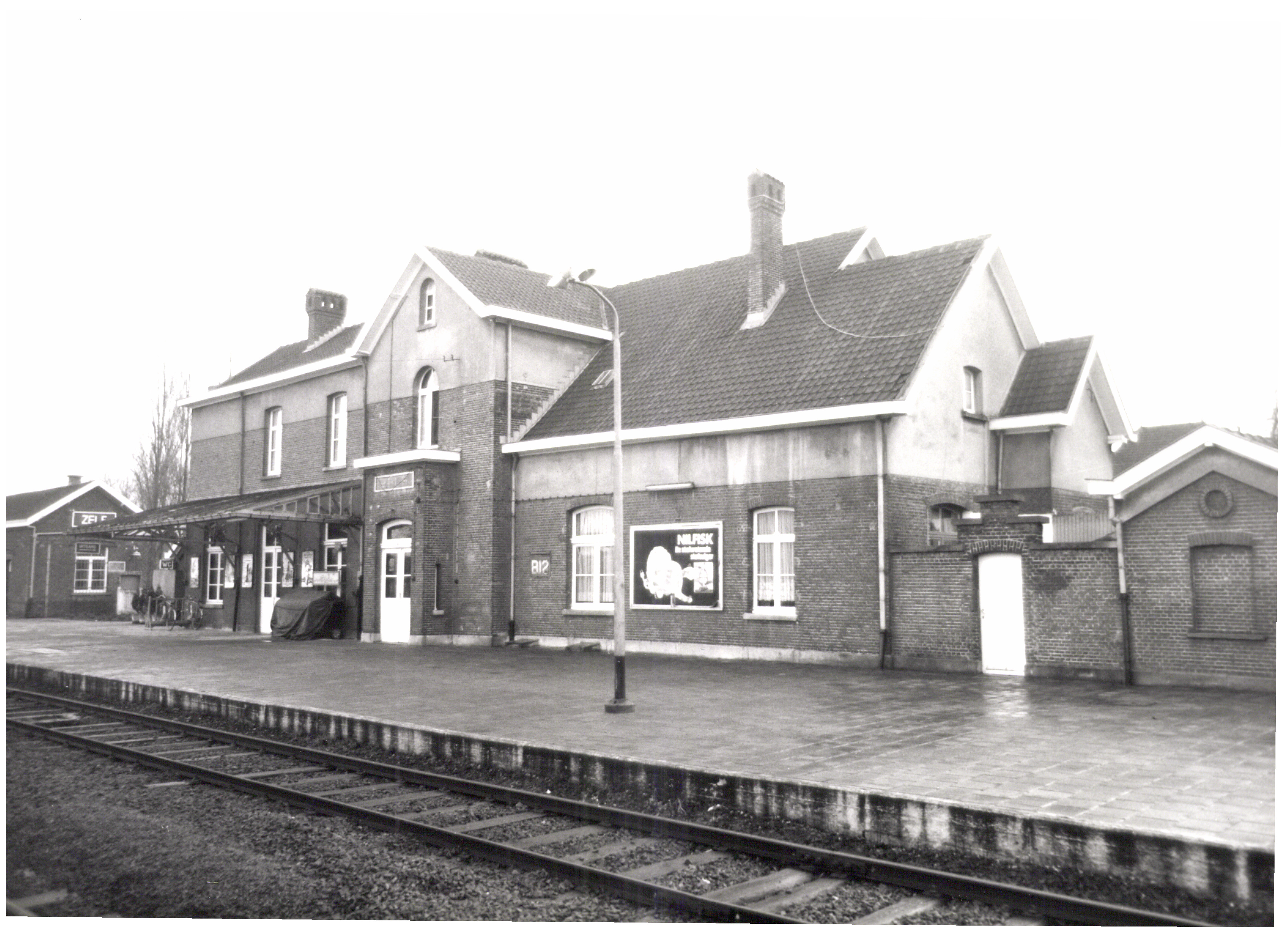
Côté voies (1978).
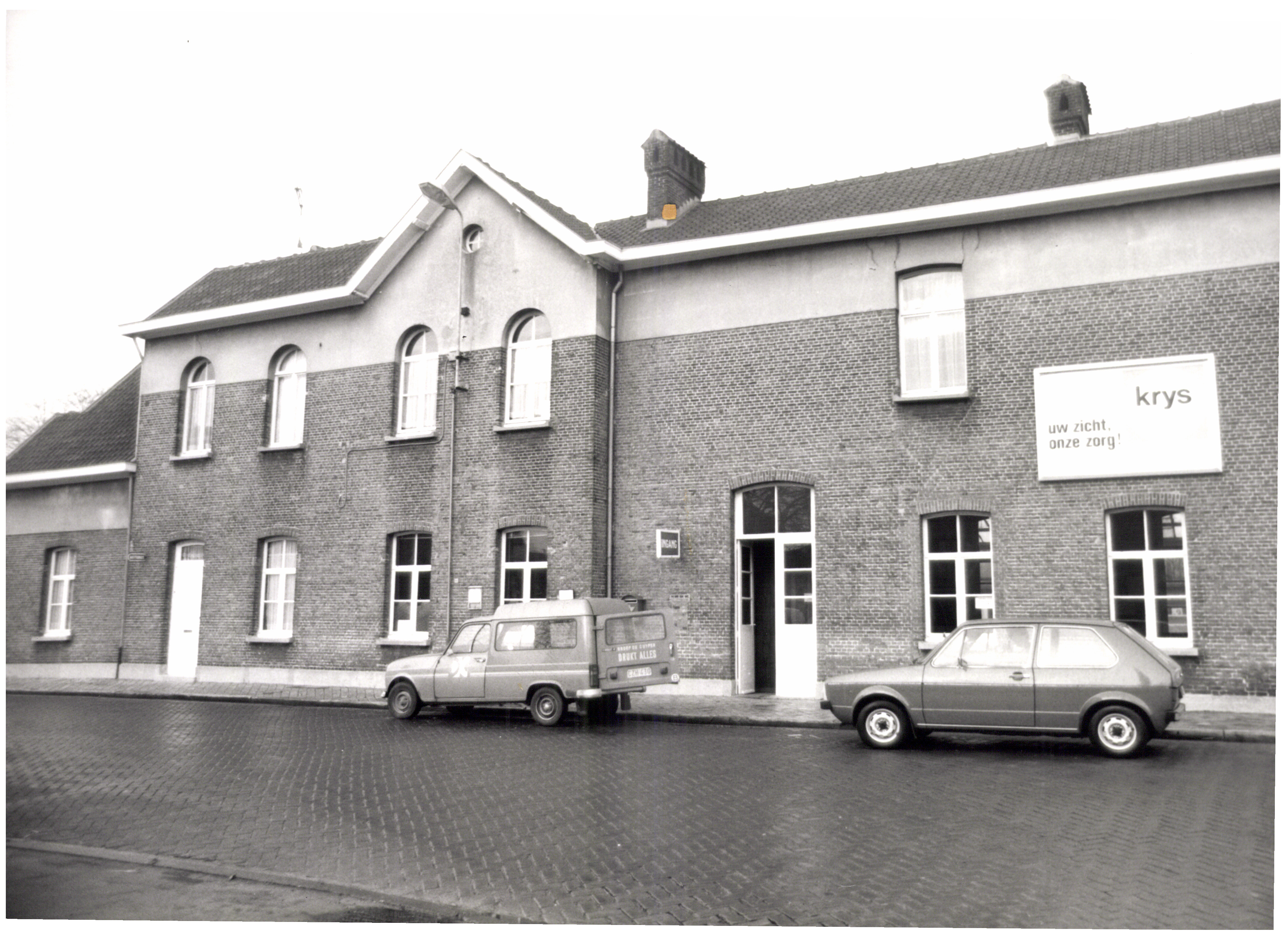
Côté rue.
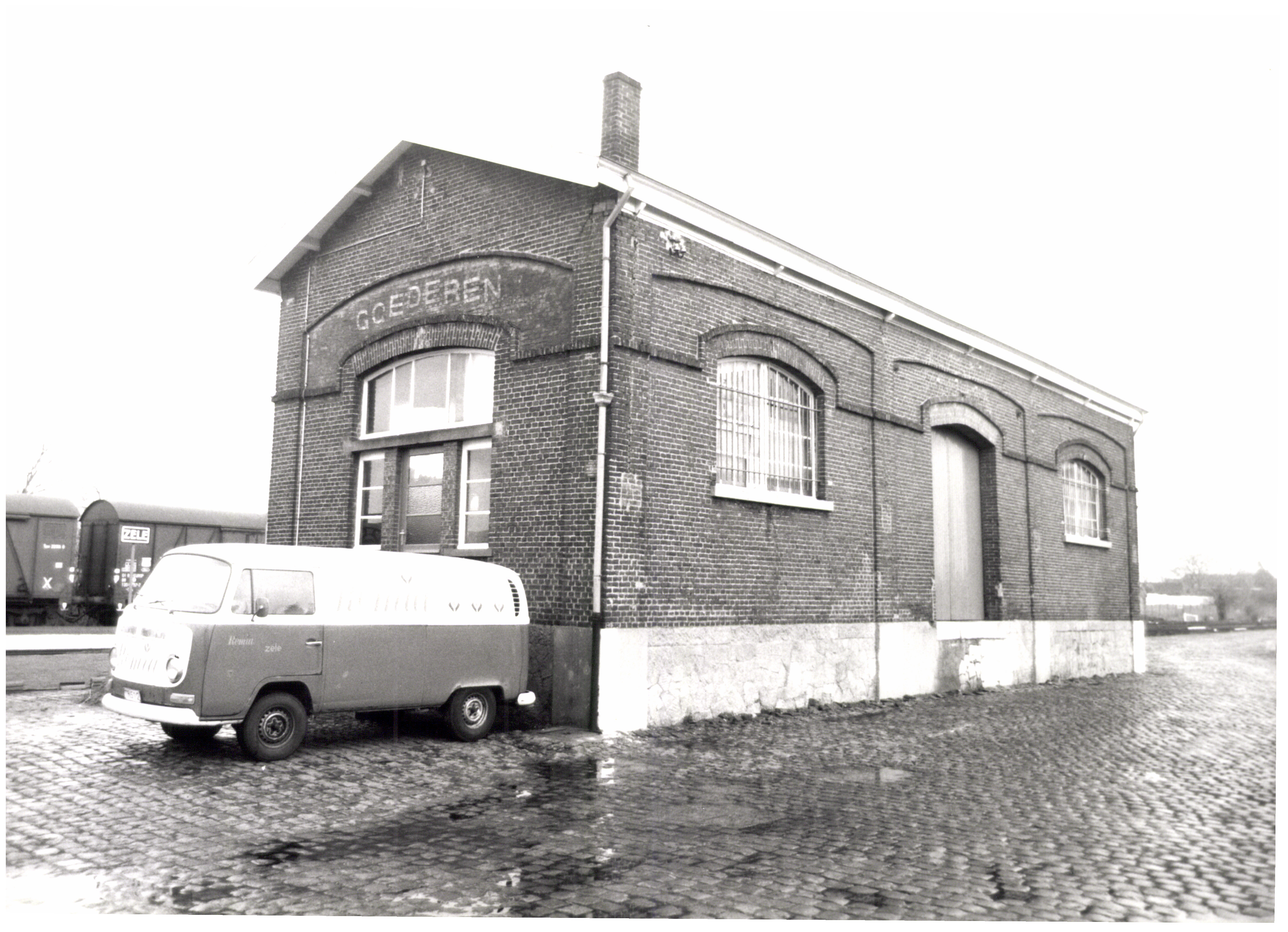
Halle aux marchandises.

Encore en état d'origine vers 1935, mais altéré à la fin des années 1930 (surhaussement du toit et simplification de ses pignons et lucarnes), l'ancien bâtiment est détruit en 1980 pour laisser la place à un nouvel édifice dû à l'architecte Jacques Devincke. Le nouveau bâtiment voyageurs est inauguré le 20 juin 1987.
Le guichet de la gare de Zele ferme en 2015.

## Service des voyageurs

### Accueil
Halte SNCB, c'est un point d'arrêt non géré (PANG) à entrée libre. L'achat de titres de transports s'effectue via un automate de vente. Des aménagements, équipements et services sont à la disposition des personnes à la mobilité réduite.
Un passage à niveau réservé aux piétons permet la traversée des voies et le passage d'un quai à l'autre pour accéder au quai 2.

### Desserte
Zele est desservie par des trains InterCity (IC) et Suburbains (S) de la SNCB qui effectuent des missions sur la ligne commerciale 60 (Bruxelles - Lokeren) (voir brochure SNCB).
En semaine, la desserte comprend :
- des trains IC-26, toutes les heures, reliant Courtrai à Saint-Nicolas via Mouscron, Tournai, Bruxelles et Termonde ;
- des trains de la ligne S34 du RER anversois, 13 par jour, reliant Anvers-Central, Lokeren et Termonde.

Les week-ends et jours fériés, Zele est desservie par des trains IC-20 reliant Lokeren à Gand-Saint-Pierre via Termonde et Bruxelles.

### Intermodalité
Un parc pour les vélos et un parking pour les véhicules y sont aménagés. Des bus desservent la gare.

## Comptage voyageurs
Ce graphique et tableau montre le nombre de voyageurs embarquant en moyenne durant la semaine, le samedi et le dimanche.
| Nombre de passagers qui embarquent à la gare de Zele | Nombre de passagers qui embarquent à la gare de Zele | Nombre de passagers qui embarquent à la gare de Zele | Nombre de passagers qui embarquent à la gare de Zele |
|                                                      | Semaine                                              | Samedi                                               | Dimanche                                             |
| ---------------------------------------------------- | ---------------------------------------------------- | ---------------------------------------------------- | ---------------------------------------------------- |
| 1977                                                 | -                                                    | -                                                    | -                                                    |
| 1978                                                 | -                                                    | -                                                    | -                                                    |
| 1979                                                 | 162                                                  | -                                                    | -                                                    |
| 1980                                                 | 213                                                  | -                                                    | -                                                    |
| 1981                                                 | 1 100                                                | 291                                                  | 254                                                  |
| 1982                                                 | 1 053                                                | 242                                                  | 187                                                  |
| 1983                                                 | 1 118                                                | 257                                                  | 156                                                  |
| 1984                                                 | 1 126                                                | 232                                                  | 175                                                  |
| 1985                                                 | 1 008                                                | 219                                                  | 197                                                  |
| 1986                                                 | 1 118                                                | 208                                                  | 201                                                  |
| 1987                                                 | 992                                                  | 184                                                  | 196                                                  |
| 1988                                                 | 843                                                  | 226                                                  | 194                                                  |
| 1989                                                 | 1 022                                                | 203                                                  | 169                                                  |
| 1990                                                 | 1 068                                                | 209                                                  | 175                                                  |
| 1991                                                 | 1 044                                                | 263                                                  | 202                                                  |
| 1992                                                 | 1 017                                                | 270                                                  | 209                                                  |
| 1993                                                 | 994                                                  | 297                                                  | 210                                                  |
| 1994                                                 | 1 008                                                | 226                                                  | 164                                                  |
| 1995                                                 | 1 008                                                | 277                                                  | 187                                                  |
| 1996                                                 | 1 107                                                | 232                                                  | 168                                                  |
| 1997                                                 | 1 113                                                | 253                                                  | 162                                                  |
| 1998                                                 | 1 125                                                | 238                                                  | 158                                                  |
| 1999                                                 | 926                                                  | 285                                                  | 186                                                  |
| 2000                                                 | 1 088                                                | 307                                                  | 188                                                  |
| 2001                                                 | 1 111                                                | 265                                                  | 208                                                  |
| 2002                                                 | 1 059                                                | 250                                                  | 216                                                  |
| 2003                                                 | 1 000                                                | 280                                                  | 188                                                  |
| 2004                                                 | 1 000                                                | 300                                                  | 228                                                  |
| 2005                                                 | 1 087                                                | 308                                                  | 261                                                  |
| 2006                                                 | 1 114                                                | 308                                                  | 264                                                  |
| 2007                                                 | 1 176                                                | 284                                                  | 220                                                  |
| 2008                                                 | -                                                    | -                                                    | -                                                    |
| 2009                                                 | 1 001                                                | 215                                                  | 200                                                  |
| 2010                                                 | -                                                    | -                                                    | -                                                    |
| 2011                                                 | -                                                    | -                                                    | -                                                    |
| 2012                                                 | 915                                                  | 274                                                  | 196                                                  |
| 2013                                                 | 857                                                  | 209                                                  | 170                                                  |
| 2014                                                 | 941                                                  | 218                                                  | 215                                                  |
| 2015                                                 | 780                                                  | 154                                                  | 148                                                  |
| 2016                                                 | 835                                                  | 171                                                  | 171                                                  |
| 2017                                                 | 827                                                  | 302                                                  | 239                                                  |
| 2018                                                 | 792                                                  | 223                                                  | 224                                                  |
| 2019                                                 | 940                                                  | 173                                                  | 147                                                  |
| 2020                                                 | 604                                                  | 155                                                  | 113                                                  |
| 2021                                                 | -                                                    | -                                                    | -                                                    |
| 2022                                                 | 787                                                  | 222                                                  | 250                                                  |
| 2023                                                 | 808                                                  | 299                                                  | 234                                                  |
| 2024                                                 | 769                                                  | 327                                                  | 259                                                  |

## Galerie de photographies

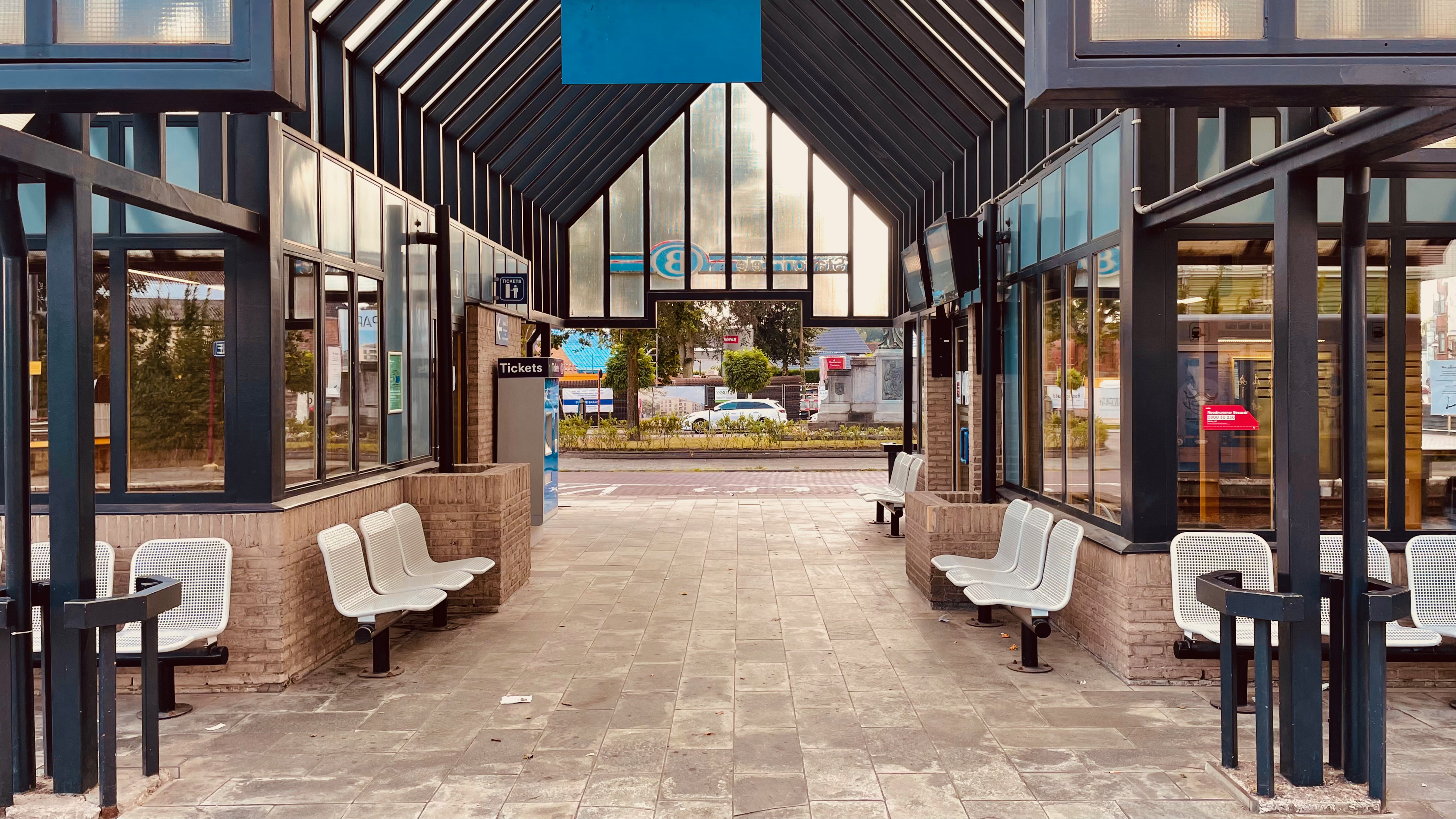
Auvent.
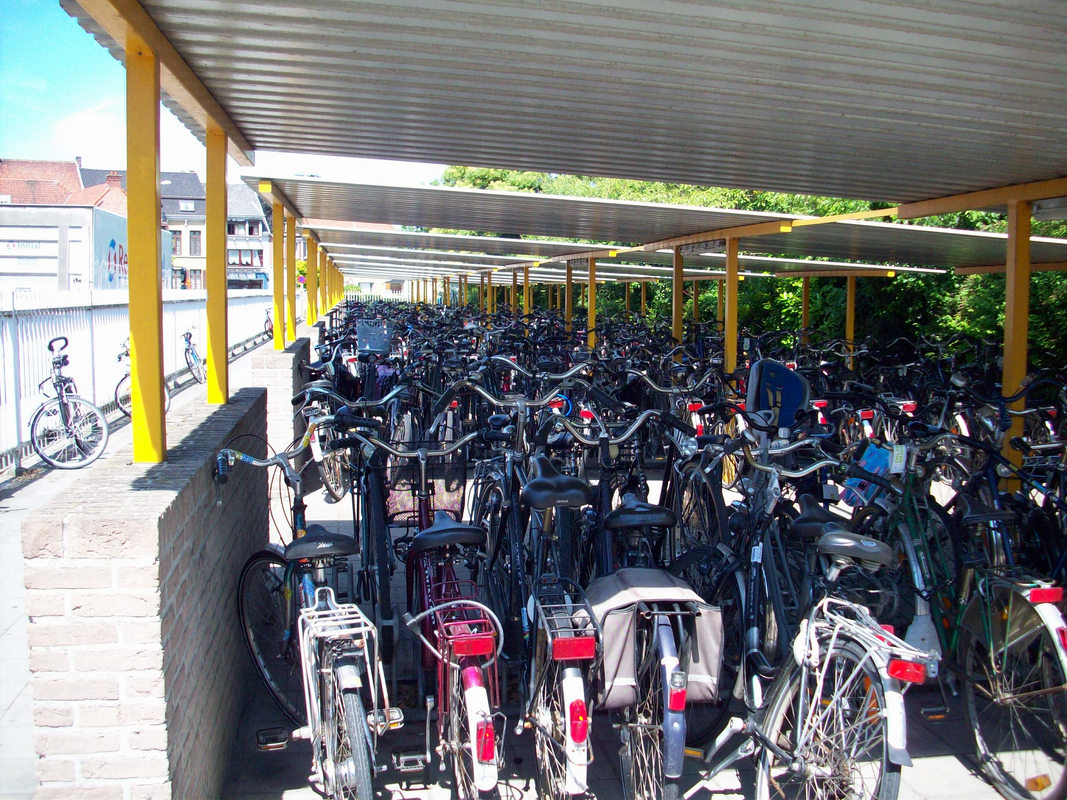
Abri à vélos.
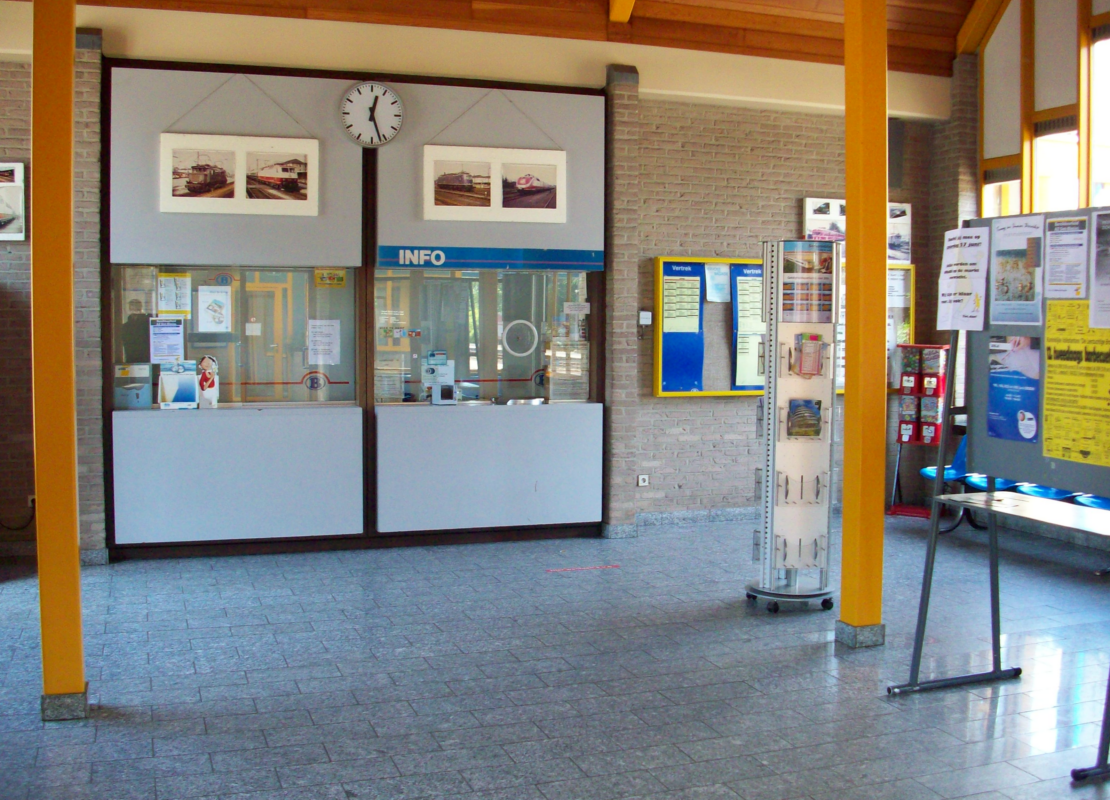
Guichets.
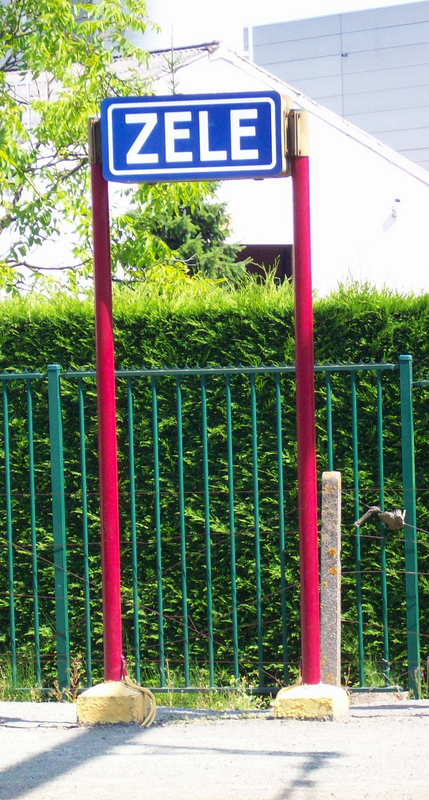
Panneau de quai.
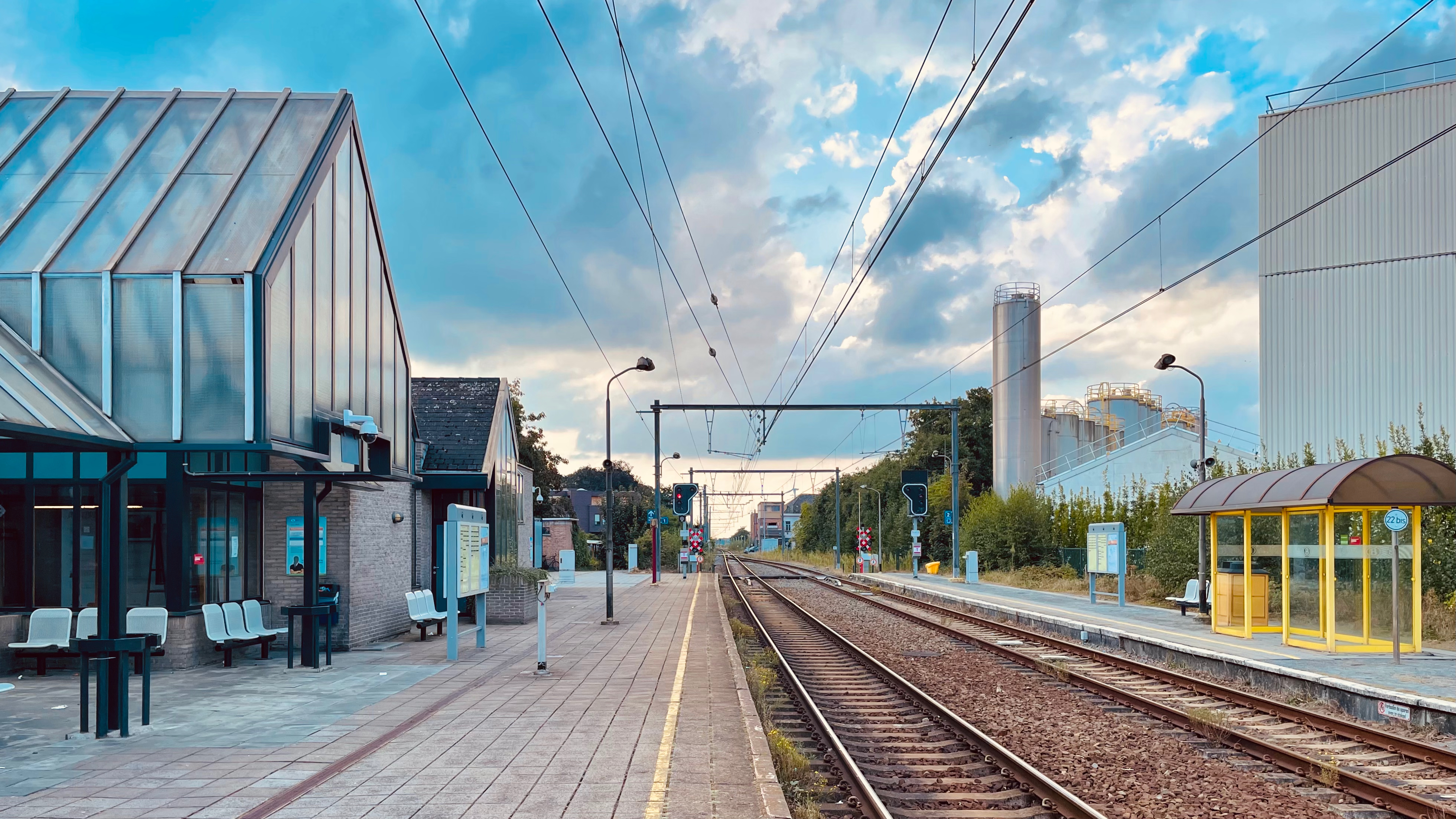
Quais.
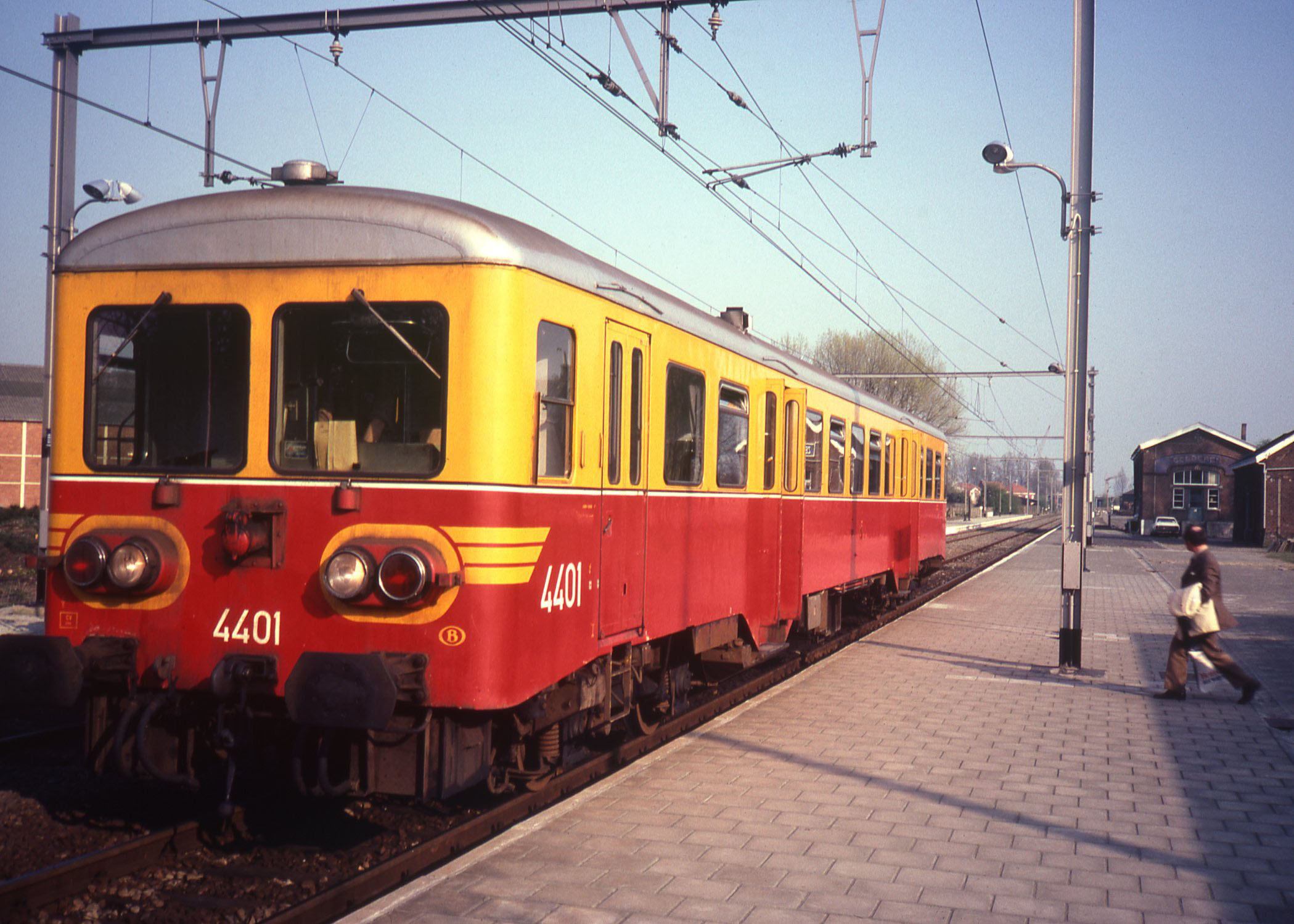
Autorail en 1981.